# NCR
NCR — американская компания, специализирующаяся на специализированной вычислительной технике для розничных сетей, банковской, финансовой, туристической и медицинской отраслей.
Создана в США в 1884 году, основная продукция первых лет — кассовые аппараты (оттуда название компании — англ. National Cash Register). К 1911 году в компании работало около 6 тыс. сотрудников, а суммарное количество произведённых аппаратов превысило 1 млн.
В 1953 году компания зарегистрировала патент на безуглеродную копировальную бумагу. В те же годы корпорация включилась в борьбу за рынки вычислительной техники, поглотив одного из ранних производителей малых ЭВМ компанию CRC, и на рубеже 1960-х — 1970-х годов войдя в пятёрку крупнейших производителей мейнфреймов, конкурировавших с IBM (идентифицируемую BUNCH). С 1980-х годов освоен выпуск банкоматов, которые вскоре стали основной продукцией фирмы, тогда как выпуск универсальных вычислительных машин вскоре был прекращён.
В 1991 году поглощена корпорацией AT&T, где была объединена в общее подразделение с производителем машин баз данных Teradata, но с 1997 года в результате реструктуризации NCR вновь обрела самостоятельность (притом Teradata оставалась в составе NCR, пока в 2007 году в свою очередь не стала самостоятельной). До 2009 года штаб-квартира располагалась в Дейтоне (Огайо), затем, продав всю собственность в Дейтоне, корпорация перенесла головной офис в Дулут (Джорджия).
Основными продуктами по состоянию на 2010-е годы являются платёжные терминалы, банкоматы, POS-терминалы, считыватели штрих-кодов и различные расходные материалы. Компания также является крупным провайдером различных аутсорсинговых ИТ-услуг.